# Parque nacional Yasuní

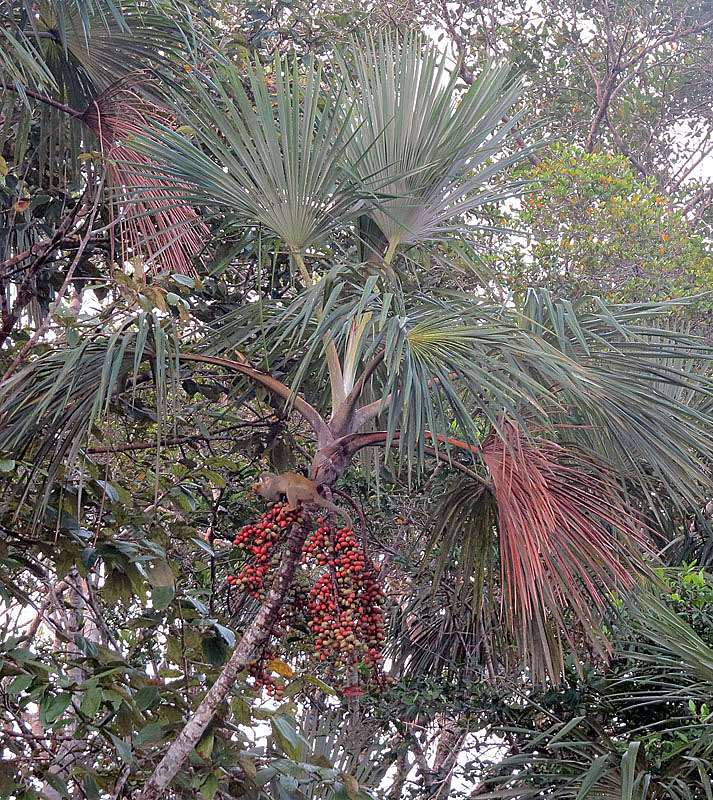
Fruto de la palma de morete, se usa para la alimentación, como aromatizantes, elaboración vino y aceite. Es una especie originaria de América del Sur tropical.

El parque nacional de Yasuní (PNY) es un área natural protegida localizada al nororiente de Ecuador, en las provincias de Pastaza y Orellana, entre el río Napo y el río Curaray en plena cuenca amazónica a unos 250 km al sureste de Quito. Es el área protegida más grande del país con una superficie aproximada de 10 200 km². El parque nacional Yasuní fue designado por la Unesco en 1989 como una reserva de la biósfera en conjunto con la contigua reserva étnica Waorani (REW), territorio donde se encuentra ubicada la nación huaorani. Dos facciones wao, los tagaeri y taromenane, son grupos en aislamiento voluntario. Yasuní incluye bosques de tierra firme, inundables y pantanosos.

## Ubicación
El parque nacional Yasuní se encuentra ubicado en la región Amazónica ecuatoriana (PNY), se sitúa en áreas de las subcuencas de los ríos Tiputini, Yasuní, Nashiño, Cononaco y Curaray, tributarios del río Napo, que a la vez desemboca en el Amazonas. El parque tiene forma de herradura y comprende desde la zona sur del río Napo y norte del río Curaray, extendiéndose por la cuenca media del río Tivacuno. Según un reciente estudio el parque nacional Yasuní y la zona ampliada subyacente se consideran la zona más biodiversa del planeta por su riqueza en anfibios, aves, mamíferos y plantas. Este parque cuenta con más especies de animales por hectárea que toda Europa junta.

## Características físicas

### Clima
Presenta un clima megatérmico lluvioso con temperaturas cálidas con promedios entre 24 a 27 °C, siendo constante durante todos los meses, con altas precipitaciones anuales de aproximadamente 3400 mm, y una humedad relativa desde el 80 hasta el 94 % durante todo el año.

### Hidrografía
El parque nacional Yasuní forma parte de las subcuencas de los ríos Tiputini, Yasuní, Nashiño, Cononaco y Curaray, los cuales son ríos tributarios que aportan al cauce del río Napo, que a su vez desemboca en el Amazonas; el río Napo fluye a lo largo de la llanura amazónica formando varios meandros , además de canales anastomosados a lo largo de su recorrido; por tal motivo el parque nacional presenta grandes recursos hídricos de importancia nacional, especialmente para la región del oriente ecuatoriano.

### Topografía
La elevación promedio es baja alrededor de 190 m a 400 m sobre el nivel del mar. El territorio cuenta con crestas que lo cruzan de un promedio de 25 a 70 m. La mayor extensión del suelo es geológicamente joven, formado a partir de la sedimentación procedente de la erosión en los Andes. El relieve del Yasuní tiene su origen en el Pleistoceno,en la primera parte del período Cuaternario.

## Características biológicas

### Ecosistemas y cobertura vegetal
El territorio del parque nacional está comprendido por bosques húmedos tropicales según el Sistema de clasificación de zonas de vida de Holdridge donde se incluye cuatro tipos principales de vegetación:
1. Tierra firme o no inundable, localizada en la parte alta sobre colinas.
2. Bosque estacionalmente inundado por aguas blancas o várzea.
3. Bosque permanentemente inundado por aguas negras o igapó.
4. Bosque pantanoso conocido como moretal, dominado por la palma morete (Mauritia flexuosa).

#### Bosque siempreverde de tierras bajas
Este ecosistema cubre el 87 % de la superficie, se caracteriza por presentar una composición florística variada, Presenta tres estratos de vegetación. El dosel arbóreo alcanza una altitud de 30 m, con árboles emergentes de unos 40 m de alto, como el chucho (Cedrelinga cataeniformis); estas especies son de gran importancia para el hombre puesto que junto con especies maderables como cedros (Cabralea canjerana, Cedrela odorata, Trichilia septentrionalis), lo usan para la elaboración de canoas. Otras especies de este ecosistema son la sangre de gallina (Otoba glicycarpa, Osteophloeum platyspermum, Virola duckei); canelo (Ocotea oblonga, Pleurothyrium trianae); Eschweilera coriacea (Lecythidaceae), Ficus gomelleira, Pseudolmedia laevis; Ceiba samauma y especies de las familias Simarubaceae, Rubiaceae y Sapotaceae. El subdosel se caracteriza por especies que pueden alcanzar de 10 a 15 m de altura, como varias especies de palmas como la chambira (Astrocaryum urostachys, endémica), chonta (Bactris gasipaes), palmito (Euterpe precatoria), pambil (Iriartea deloidea), ungurahua (Jessenia bataua, Socratea exhorriza) y terena (Wettinia maynensis). Además, encontramos árboles de cruz caspi o palo de cruz (Brownea grandiceps), sangre de drago (Croton lechleri), pitón (Grias neuberthi), cacao de monte (Theobroma subincanum) y Matisia sp. El sotobosque se conforma por especies arbustivas y arbóreas que se encuentran en crecimento como Piper reticulatum, Duroia hirsuta, Faramea multiflora; existen especies de palmeras arbustivas como Ammandra dasyneura, Chamaedorea pinnatifrons, Geonoma sp., Hyospathe elegans y Desmoncus polyacanthus.

#### Bosque siempreverde de tierras bajas inundable por várzea
Se encuentran sobre valles aluviales, el suelo presenta textura arenosa, en los ríos Napo y Curaray; en época de precipitaciones los ríos se desbordan y se estanca por varios días, en tes periodo de tiempo el suelo se enriquece de los sedimentos, estos suelos son muy fértiles favoreciendo la actividad agrícola; en comparación con los bosques de tierra firme estos bosques inundables presentan menor diversidad; este hábitat es uno de los más amenazados en la amazonía ecuatoriana. El dosel alcanza 30 m de altura, las especies que se registran se encuentran son la mecha (Chimarrhis glabriflora) y capirona (Calycophyllum spruceanum); crecen también guarumos (Cecropia sp.), guabas (Inga sp.), Zygia longifolia, y varias especies de Arecaceae como chambira, palmito, pambil y tagua. En las orillas de estas formaciones se encuentran especies de hierbas y arbustos como la caña brava (Gynereum sagitatum), Cyperus opdoratus, Saggitaria sp., Ludwigia octovalis, Pontederia rotundifolia entre otras. Casualmente podemos encontrar árboles emergentes como chunchos, ceibas, matapalos, Ficus sp., Acacia glomerosa, y especies de las familias Lecythidaceae, Meliaceae, Combretaceae, Sterculiaceae, Piperaceae y Rubiaceae.

#### Bosque siempreverde de tierras bajas inundable por igapó
Se distribuyen sobre valles aluviales en ríos de aguas negras que provienen del río Yasuní y sus afluentes; se encuentra presente en las lagunas Yuturi, Añangucocha, Paroto, Pañacocha y del río Pañayacu, cerca de la desembocadura del Río Tiputini, en Garza Cocha y Jatun Cocha, y en la Laguna de Taracea. Se compone de varias especies endémicas, árboles que pasan sumergidos parcialmente durante una parte del año, especies como Macrolobium acaciifolium, chontilla (Bactris riparia), mangle de agua dulce (Coussapoa trinervia) y Pterocarpus amazonica. Las áreas poco inundadas se registran especies como Myrciaria dubia, Virola surinamensis, Croton cunneatus y Gurania erinatha.

#### Moretales
Crecen en llanuras aluviales mal drenadas, la mayor parte del año pasa inundado, la mayor parte la superficie se encuentra dominada por morete (Mauritia flexuosa), crece junto a un árbol con apéndices espinosos en su tallo Jacaratia digitata; además de especies como Scheelea brachyclada, Mauritiella aculeata, Euterpe sp. y Astrocaryum sp. y, algunos individuos de cruz caspi, balsa, sangre de drago, uña de gato, paja toquilla.

### Biodiversidad
Yasuní es una de las zonas de la Tierra más biodiversas, los estudios hablan de 150 especies de anfibios, 121 de reptiles, 598 especies de aves, entre 169 (confirmadas) y 204 (estimadas) de mamíferos, y en flora se han identificado 2113 especies y se estima que existen alrededor de 3100.

## Aspectos sociales

### Nacionalidades indígenas
La presencia histórica de pueblos dentro de la zona queda son de los Waoranis y de los pueblos indígenas en aislamiento voluntario, los más recientes han sido de la nacionalidad Kichwa y los shuar quienes emigraron desde las provincias de Zamora Chinchipe, Pastaza, Napo y Morona Santiago en los años con unas 15 comunidades asentadas con una población total de 1000 personas y las comunidades de colonos mestizos quienes llegaron a inicios de 1970 tras la apertura de las vías que se han abierto para la exploración y explotación petrolera en la provincia de Orellana.  Dentro del PNY habitan 16 comunidades indígenas, 8 kichwa y 8 Waoranis.

### Colonos

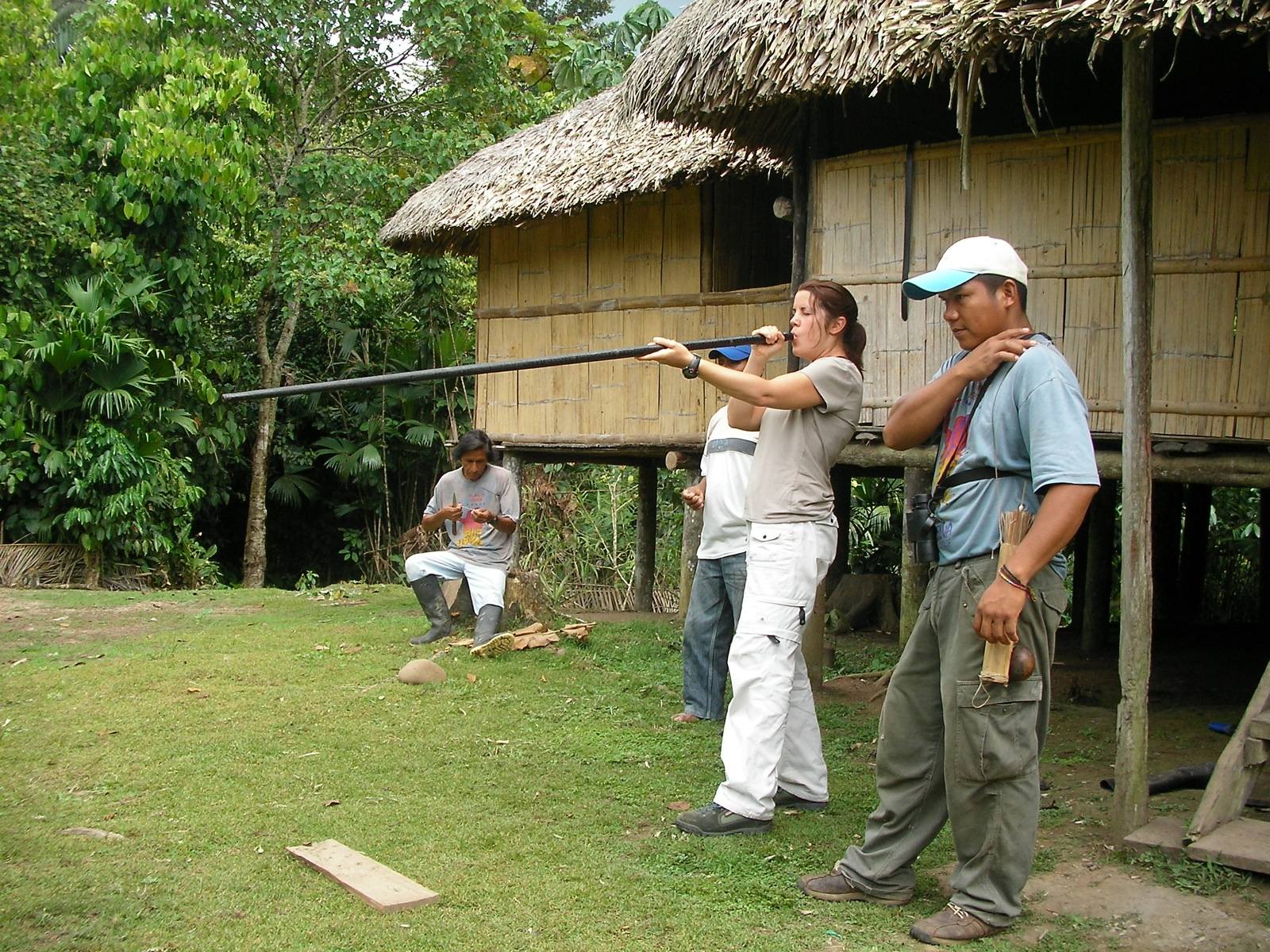
Demostración del uso de una pucuna en el parque nacional Yasuní

La colonización de las zonas donde se distribuían antes los pueblos en aislamiento voluntario se debe a dos razones principalmente:
A partir de los años 60 se intensificó la exploración y explotación petrolera, consecuencia de ello provocó la ocupación de las actuales provincias de Orellana y Sucumbíos.
Expedición de leyes como la Ley de Reforma Agraria en 1973, la Ley de Colonización de la Región Amazónica en 1977 y de manera complementaria, la creación en 1979 del Instituto para la Colonización de la Región Amazónica Ecuatoriana, provocando el uso y ocupación del terreno de forma anárquica especialmente en la zona norte, por pobladores de distintas provincias.

### Pueblos en aislamiento voluntario
Se asientan dentro de la zona del parque y de amortiguamiento, cuentan con mecanismos de protección legal a través de la Zona Intangible Tagaeri-Taromenane  y el Plan de Medidas Cautelares, desde 1999. En 2011 ambos instrumentos pasan a ser responsabilidad del Ministerio de Justicia del Ecuador.

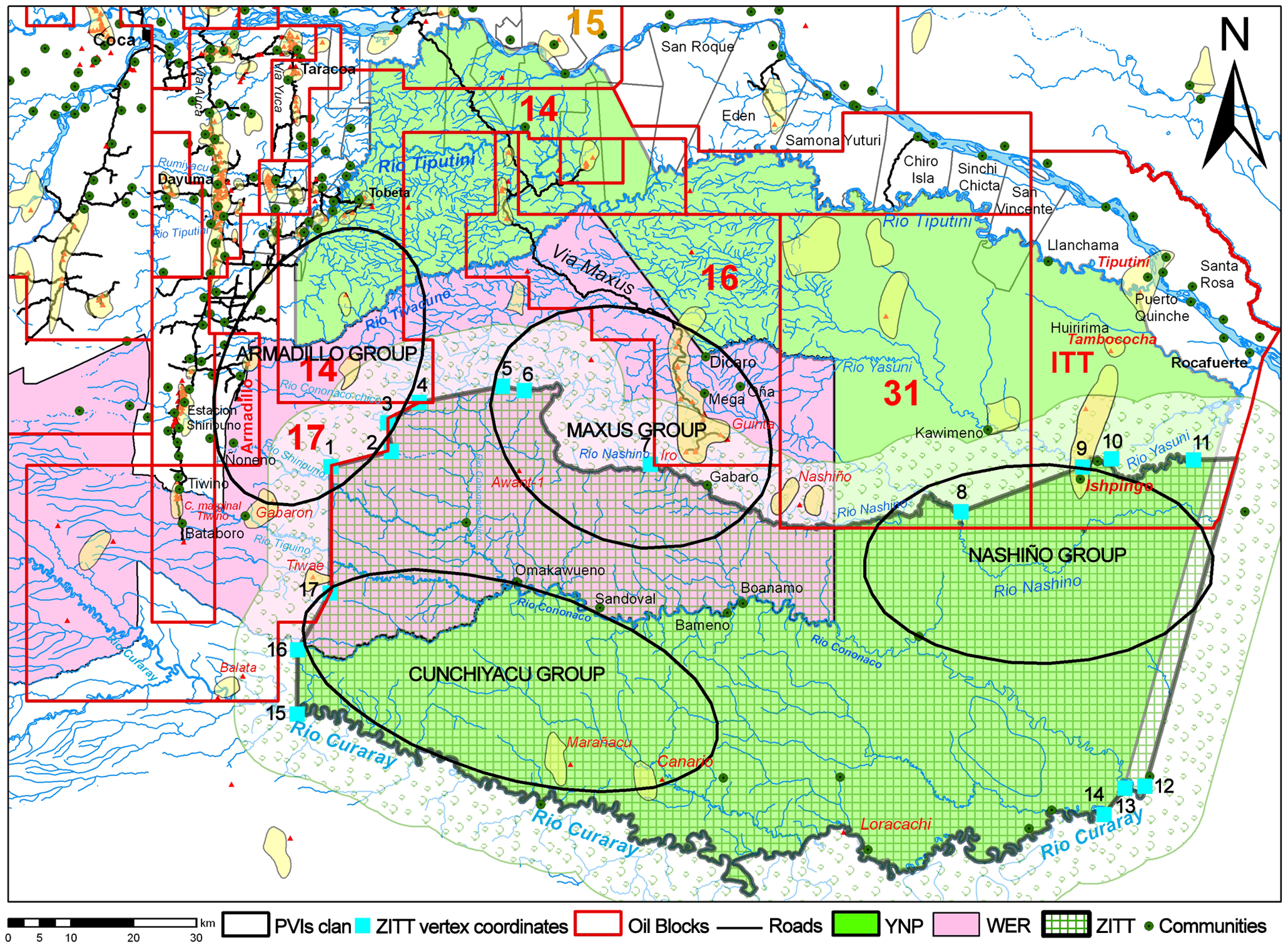
Sistemas superpuestos de complejidad territorial en la Reserva de Biosfera Yasuní y sus alrededores: la Zona Intangible (ZITT) colinda geográficamente con el área de concesiones petroleras productivas en el lado noroeste; por el contrario el sector noreste se superpone tanto con los bloques petroleros No. 31 (operado por la empresa nacional Petroamazonas) como con el bloque ITT (bloque Ishipingo-Tiputini-Tambococha, Secreteria de Hidrocarburos del Ecuador). La distribución espacial de los clanes Tagaeri Taromenane está parcialmente fuera del perímetro de la ZITT en los casos de los grupos Nashiño y Maxus; el grupo Armadillo está completamente fuera del límite de la ZITT superponiéndose a los bloques petroleros No. 14 y No. 17. Su área de distribución se superpone a varias tierras tituladas y no tituladas de agricultores mestizos (colonos) y asentamientos indígenas no autóctonos en los distritos de Dayuma e Inés Arango, lo que implica una sensible proximidad con el sistema vial relacionado con el eje principal de la Vía Auca. La presencia del grupo Armadillo en esta zona también se confirma por los recientes contactos violentos entre la plataforma petrolera Hormiguero y el campo petrolero Armadillo.

## Zona intangible
Cabe resaltar que la zona amazónica ecuatoriana es rica en yacimientos de petróleo y que la economía petrolera es el pilar sobre el que se sostiene la economía del Estado ecuatoriano desde la década de 1970. Ante esto, en el año 1998, el Gobierno de Jamil Mahuad declaró la zona sur de PNY como zona intangible, para proteger a los pueblos en aislamiento voluntario y preservar la reserva de la biósfera lejos de los campos de petróleo.

## Yasuní ITT
La Iniciativa Yasuní-ITT fue una propuesta, surgida de grupos ecologistas y tomada por el gobierno de Rafael Correa en 2007, para condicionar la posibilidad de que el Estado ecuatoriano permita la extracción de petróleo que se encuentra en el bloque petrolero ITT que se encuentra en la zona norte del parque. 
La iniciativa proponía que los países desarrollados paguen a Ecuador cada año una compensación económica para mantener ese territorio sin explotación petrolera. La compensación equivalía a la mitad de lo valorado de su posible explotación. El estado ecuatoriano participaba con la compensación económica de la otra mitad al no explotar el parque nacional y no exportar el petróleo a otros países.
En 2013 el estado ecuatoriano canceló la campaña porque no se logró la compensación económica internacional esperada y anunció que un 0.1 % del parque nacional se usará para la extracción petrolera, es decir 10 km² (1000,0 ha), lo que se estima generará alrededor de 18 000 millones de dólares (600 millones de dólares anuales durante 30 años).
En la actualidad existen plataformas petrolíferas que han sido identificadas por las comunidades mediante mapeo comunitario, pero que no han sido informadas por las empresas petroleras.

## Financiamiento del parque
El gobierno alemán efectivizó en febrero de 2013 la entrega de 46 millones de dólares al «Programa Especial de Reserva de Biosfera del Yasuní» para proyectos de energía renovable, conservación del bosque y desarrollo social de las comunidades indígenas del área del Yasuní.
Uno de los proyectos a financiar por parte de Alemania es el Rainforest Fund, la fundación del cantante Sting y su esposa, Trudie Styler, un sistema que permite el suministro de agua potable para el consumo humano. Este proyecto permitirá recoger el agua de lluvia, filtrándola y almacenándola en trescientos tanques —a los que se sumarían setecientos más— para el uso de los indígenas locales que actualmente no cuentan con agua potable y consumen agua de los ríos que muchas veces está contaminada con petróleo.
También existe la propuesta de mantener la preservación de la gran mayoría de extensión del parque nacional con el mercado de bonos de carbono propuestos por el Protocolo de Kioto, donde el gobierno ecuatoriano se podría comprometer en el futuro a limitar la zona de explotación petrolera a menos del 1 % del territorio total del parque nacional, para no afectar la mayoría de las hectáreas del bosque, preservar la mayoría de los árboles del parque nacional y reforestar las zonas afectadas por una actividad petrolera en el futuro.[cita requerida]

## Inversión internacional
La Agence Française de Développement (AFD) lanzó, en diciembre de 2020, el programa TerrAmaz en Ecuador. La iniciativa tiene por objetivo ayudar a varios territorios de la Amazonia repartidos en cinco sitios piloto (en Brasil, en Colombia, en Perú y en Ecuador) en su lucha contra la deforestación y su transición hacia modos de desarrollo sostenible.
Con una duración prevista de cuatro años, será coordinado por el Centro de Cooperación Internacional en Investigación Agronómica para el Desarrollo (CIRAD, por sus siglas en francés), en colaboración con la ONF internacional, filial de la Oficina Nacional de Bosques (ONF, por sus siglas en francés), de la Asociación Agrónomos y Veterinarios Sin Fronteras (AVSF) y del FEPP.
En Ecuador, el proyecto piloto del parque nacional Yasuní, que tendrá una inversión de 1,2 millones de euros, permitirá relanzar y perennizar la gestión de este lugar rico en biodiversidad así como lanzar nuevas acciones en beneficio de las comunidades autóctonas. Asimismo, apoyará la formalización de los derechos territoriales de los agricultores de la región, permitirá realizar un análisis sobre las necesidades para reforzar las cadenas locales, proporcionará una guía a los Ministerios de Ambiente y Agricultura en la delimitación del parque y los territorios forestales y agrícolas.

## Proyectos turísticos comunitarios

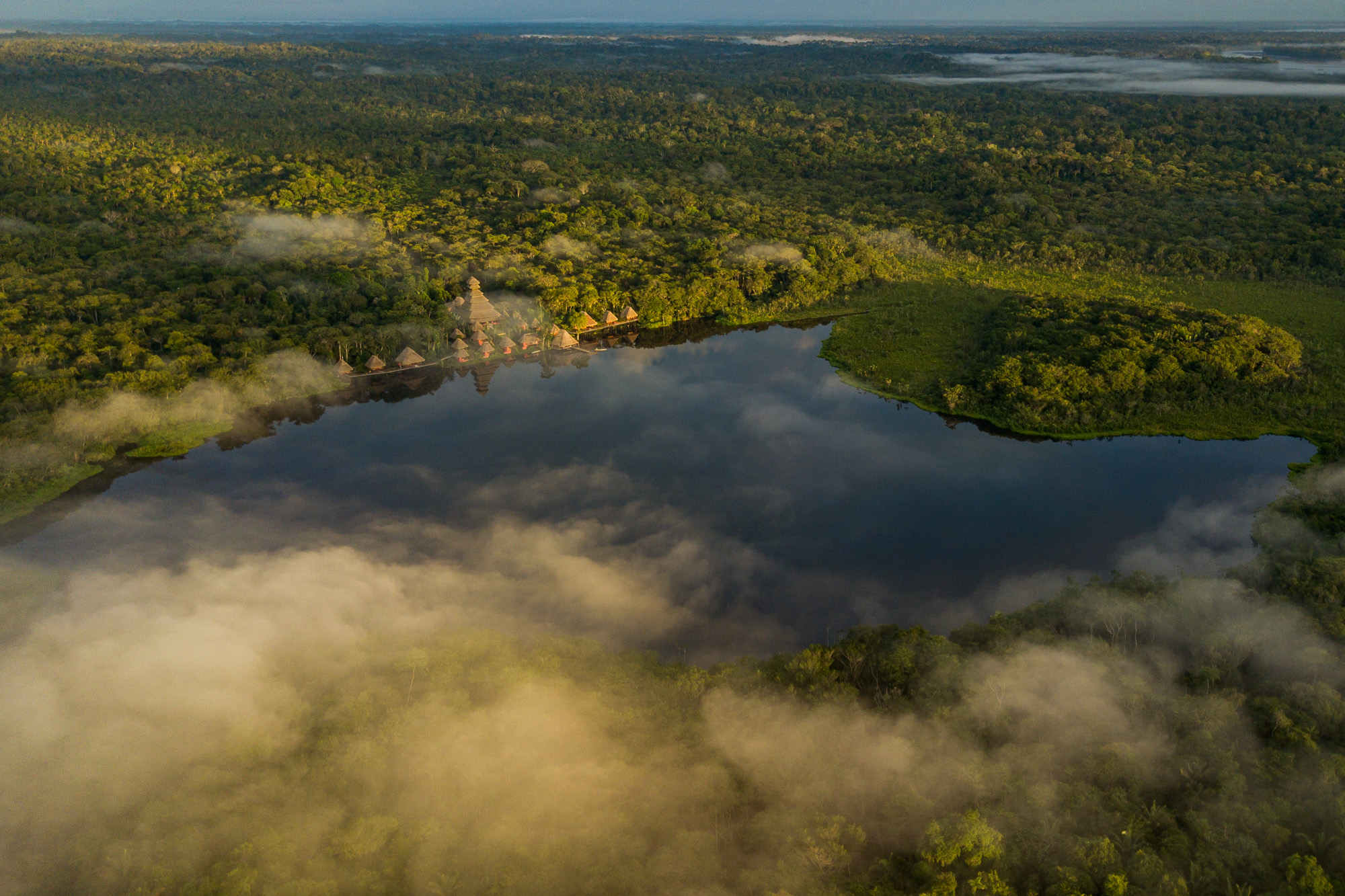
A orillas de la laguna Añangu, se encuentra el proyecto de turismo comunitario Napo Wildlife Center.

El auge de este tipo de proyectos inicia con la sensibilización creciente en la década de los ochenta, por el cuidado del entorno natural, intensificándose en los noventa, cuando las comunidades locales empiezan a tener un mayor protagonismo en la gestión de esta actividad. Posteriormente, en el año 2001, gracias a un encuentro organizado por el Ministerio de Turismo y la Organización Internacional del Trabajo, se comienza a discutir el interés por fomentar un turismo sostenible desde la perspectiva de las comunidades indígenas. A partir de esto el turismo comunitario es reconocido dentro de las políticas turísticas del país marcando un hito en la historia de la industria turística ecuatoriana.
La extracción de recursos naturales existentes en la zona, principalmente el petróleo, ha provocado que intereses económicos provenientes desde diferentes actores, incluyendo el Estado tengan un peso importante en la economía de la zona. Esto, relega el tema de conservación, aun cuando fue el génesis de la promulgación como área protegida y reserva de biósfera, del parque nacional Yasuní; lo que ha desembocando en diversos conflictos socioambientales, y ha provocado graves presiones sobre los recursos naturales existentes.

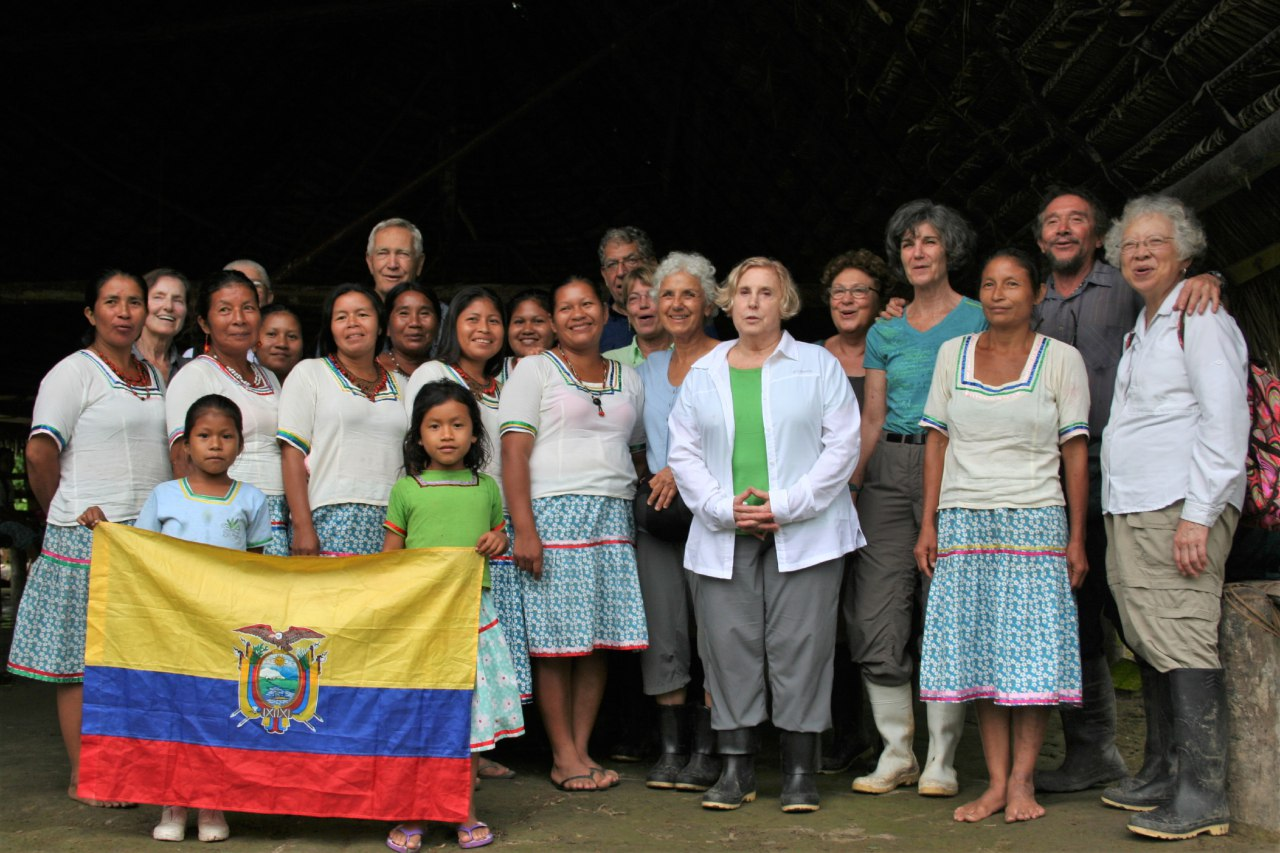
Las mujeres de la Comunidad Kichwa Añangu han creado un centro de interpretación, donde buscan rescatar sus tradiciones orales, como danza, música y habilidades artesanales.

Frente a esto, el ecoturismo plantea el crear una relación, un conocimiento entre naturaleza y ser humano, visto desde las comunidades asentadas en el territorio donde se realice la actividad y los potenciales visitantes, para minimizar los posibles impactos que se puedan generar buscando un proceso de conservación. Así mismo, busca mantener la calidad y la cantidad de una mezcla deseada de especies, así como de los procesos y condiciones de los ecosistemas, tanto para las generaciones actuales como para las futuras. De esta manera se correlaciona la conservación con las nociones de sustentabilidad. El turismo comunitario también se presenta como una actividad socioeconómica que pretende crear una valorización de la naturaleza. Pero a más de esto hace énfasis en la recuperación y revitalización de identidades culturales que permitan el mejorar la calidad de vida de las comunidades20 que lo impulsen como una actividad complementaria a sus modos de vida diario. El turismo comunitario permite la recuperación de actividades tradicionales que se presentan como los recursos turísticos, llegando a convertirse en muchos países como una opción estrella que permite un desarrollo turístico desde abajo cuyos actores principales son las comunidades locales que tradicionalmente habían sido más objetos que sujetos del desarrollo.
Según el PLANDETUR, el parque nacional Yasuní es catalogado como un producto de clase A, después de las Islas Galápagos. Entre los establecimientos que constan en el catastro del MINTUR y los observados en la consultoría realizada por Greenconsulting en 2010, más observaciones de campo de María Fernanda Mora, hay Napo Wildlife Center, Napo Cultural Center, Sani Lodge, Yarina Lodge y Arcoíris Jungle Lodge. Estos se encuentran en la parte alta de la ribera del Napo, conformando un clúster de productos isla, como lo ha denominado la Organización Mundial de Turismo (OMT). Es un grupo de lodges que en cuanto a calidad de servicios y mercado al que se enfocan todos tienen los mismos intereses. Son productos que están ya posicionados en el mercado turístico y que operan de manera legal, en cuanto a permisos de funcionamiento que exigen el Ministerio de Turismo y el Ministerio del Medio Ambiente. Se caracterizan por vender paquetes turísticos dentro de un sistema todo incluido, con alimentación, transporte, guianza, alojamiento y actividades. Toda la operación turística la maneja cada uno de los lodges a través de sus oficinas operadoras que se encuentran en su mayoría en la ciudad de Quito.